# Aphis tripolii
Aphis tripolii är en insektsart som beskrevs av Robert Malcolm Laing 1920. Aphis tripolii ingår i släktet Aphis och familjen långrörsbladlöss. Arten är reproducerande i Sverige. Inga underarter finns listade i Catalogue of Life.